# Эдиган (село)
Эдига́н — село в Чемальском муниципальном районе Республики Алтай России, входит в Куюсское сельское поселение. В селе семь улиц. Имеется почтовое отделение.

## География
Село расположено в 152 км к югу от Горно-Алтайска, в долине реки Эдиган (правый приток Катуни), в месте впадения реки Кайнзары. Высота над уровнем моря 679 м.

## История
Село с 1804 по 1918 годы входило в состав Бийского уезда (в 1822—1898 годах в составе Бийского округа) Томской губернии.
С 1918 по 1923 годы Эдиган — центр Салдамской волости Горно-Алтайского уезда, с 1922 по 1948 годы в составе Ойротской автономной области, с 7 января 1948 года до 25 октября 1990 года в составе Горно-Алтайской АО.

## Население
| 2010 | 2011 | 2012 | 2013 | 2014 | 2015 | 2016 |
| ---- | ---- | ---- | ---- | ---- | ---- | ---- |
| 235  | ↗236 | ↗237 | ↗242 | ↗249 | ↘244 | ↗246 |